# Paco Rassat
Paco Rassat (* 13. November 1998) ist ein französischer Skirennläufer. Er startet hauptsächlich im Slalom.

## Karriere
Rassat wuchs in Aillon-le-Jeune auf und startet für den dortigen Skiclub. Sein Vater ist Leiter einer Skischule und brachte ihn schon früh mit dem Sport in Verbindung. Er gab sein internationales Renndebüt am 8. Dezember 2014 bei einem FIS-Slalom im Skigebiet Isola 2000. Sein erstes internationales Großereignis bestritt er 5 Jahre später, bei der Winter-Universiade in Krasnojarsk. Dort gewann er die Bronzemedaille im Slalom. Bis zu diesem Zeitpunkt war Rassat hauptsächlich bei FIS-Rennen in Frankreich an den Start gegangen. Am 9. Januar 2022 durfte er sein Weltcupdebüt beim Slalom am Chuenisbärgli in Adelboden feiern, wobei er jedoch die Qualifikation für den zweiten Durchgang verpasste. Wenige Wochen später erreichte Rassat seinen ersten Podestplatz im Europacup, beim Slalom von Vaujany belegte er den zweiten Platz. Den ersten Sieg bei einer Kontinentalen Rennserie feierte er jedoch nicht im Europacup, sondern im South American Cup. Am 14. September 2023 gewann er den Slalom in Cerro Castor.
Seine ersten Weltcuppunkte gewann er am 14. Januar 2024, als er beim Slalom in Wengen den 22. Platz belegte. Dieses Ergebnis konnte er eine Woche später in Kitzbühel mit Rang 12 sogar noch übertreffen.

## Erfolge

### Weltcup
- Eine Platzierung unter den besten 10

### Weltcupwertungen
| Saison  | Gesamt | Gesamt | Slalom | Slalom |
| Saison  | Platz  | Punkte | Platz  | Punkte |
| ------- | ------ | ------ | ------ | ------ |
| 2023/24 | 103.   | 31     | 37.    | 31     |
| 2024/25 | 64.    | 123    | 23.    | 123    |

### Europacup
- Saison 2022/23: 5. Slalomwertung, 17. Gesamtwertung
- Saison 2023/24: 16. Slalomwertung, 64. Gesamtwertung
- 4 Platzierungen unter den besten 5, davon 2 Podestplätze

### South American Cup
- 2 Podestplätze, davon ein Sieg

| Datum              | Ort          | Land        | Disziplin |
| ------------------ | ------------ | ----------- | --------- |
| 14. September 2023 | Cerro Castor | Argentinien | Slalom    |

### Universiade
- Krasnojarsk 2019: 3. Slalom, 5. Mannschaft, 15. Riesenslalom, 21. Alpine Kombination, 50. Super-G

### Weitere Erfolge
- Bronze bei den französischen Meisterschaften im Slalom (2023)
- 9 Siege bei FIS-Rennen